# Mató
El mató és un formatge fresc sense sal i sense ferment, elaborat tradicionalment al territori català. S'obté a partir de llet pasteuritzada de cabra, vaca o ovella. Es diferencia de la resta de formatges frescos per l'elevat tractament tèrmic que rep la llet (≥ 85 °C) i el contingut superior en proteïnes.
La manera de producció varia molt depenent de la zona i del formatger. Això fa que el producte final adquireixi unes característiques organolèptiques particulars.
El mató és de color blanc o blanc groguenc i brillant, de textura granulosa o gelificada. El gust és lletós, suau, humit i poc persistent. No presenta escorça definida i es pot presentar en formes molt diverses, però normalment a la part exterior es poden veure els gravats del recipient on ha estat escorregut.

## Història
El mató és un producte tradicional català que prové de la Catalunya central.
Aquest formatge ha causat confusió i no se sabia definir bé el que era degut al fet que hi havia diverses formes d'elaborar-lo i productes molt semblants. Les primeres referències del mató apareixen a un llibre del segle xiv, Sent Soví. Llibre de totes maneres de potatges de menjar (1324). Al llibre Tratado de lechería, també es fa referència a un formatge que, com el mató, tarda en coagular a conseqüència de la presència de proteïnes sèriques a la quallada per un alt tractament tèrmic. Els anomenen en castellà formatges de leche perezosa al cuajo.
Antigament, el mató s'elaborava amb el sèrum de formatgeria que s'obté com a subproducte un cop coagulada la llet. En aquest sèrum, o xerigot, les proteïnes sèriques precipiten i formen grànuls quan s'escalfa a alta temperatura. S'escorre la part líquida amb una drap i s'obté el mató.
Aquest mateix procés d'elaboració el segueixen productes com el brossat o el recuit, i d'aquí la confusió i la dificultat de definir què és mató. Tant és així, que fins i tot en l'actualitat, diferents diccionaris de la llengua catalana encara defineixen mató com a sinònim de brossat i recuit, els quals no són formatges frescos com el mató sinó que són derivats de xerigot.
Al llibre Els formatges de Catalunya ja fan una clara distinció entre aquests termes i s'hi defineix mató com un autèntic formatge fresc que, per tradició, s'elabora amb llet de cabra coagulada amb herbacol, però no especifica que el recuit és un derivat de xerigot.
Actualment, segueix havent-hi molta controvèrsia en funció de la zona geogràfica i els productors anomenen indistintament mató, recuit i brossat malgrat ser productes diferents.

## Procés d'elaboració
Actualment, el mató és un formatge fresc tal com es defineix al Reial decret 1113/2006, del 29 de setembre, pel qual s'aproven les normes de qualitat per formatges i formatges fosos. Està elaborat amb llet pasteuritzada de cabra, vaca, mescla de les anteriors i, ocasionalment, d'ovella. Rep un tractament de pasteurització força elevat en comparació a altres formatges, la qual cosa li confereix trets característics, com l'elevat nombre de proteïnes sèriques que queden retingudes en el mató i no marxen amb el xerigot (com és habitual en l'elaboració de formatges).

### Matèries primeres

#### Llet
Tradicionalment el mató s'elaborava a partir de llet de cabra, però des de ja fa uns anys, degut al gran nombre d'indústries lleteres de boví, molts formatgers fabriquen el mató a partir de llet de vaca o amb una mescla de vaca i cabra. Ocasionalment, es pot elaborar mató amb llet d'ovella.

#### Agents coagulants
Per a la coagulació de la llet i obtenir el formatge fresc, cal la desestabilització de les caseïnes de la llet. Això es pot aconseguir mitjançant l'addició d'un enzim coagulant, sals càlciques o algun agent acidificant.

#### Altres
Industrialment, en els matons de coagulació enzimàtica (amb addició de quall), s'afegeix clorur de calci, ja que els tractaments tèrmics comporten una disminució del calci soluble. Això provoca la migració de cations Ca2+ cap a les micel·les de caseïna i el temps de coagulació i d'enduriment de la quallada augmenten. A més, també s'observa una disminució de la fermesa del gel final. Per aquest motiu, l'aportació de CaCl₂ després d'un tractament tèrmic intens com el del mató, pot ajudar a augmentar el contingut en calci soluble ionitzat. Això farà disminuir el temps de coagulació i obtenir una major consistència del gel.
Degut a què és un derivat làctic perible, hi ha la possibilitat d'afegir algun conservant al mató o aplicar altres tractaments aprovats per allargar la vida útil del producte.
També es poden trobar alguns matons en el mercat que incorporin sucre a la fórmula.

### Pasteurització
La pasteurització de la llet és una etapa a destacar en l'elaboració de mató, ja que, a part de l'eliminació dels microorganismes patògens, és la responsable de que tingui un contingut de proteïnes major que la resta de formatges frescos. En general, la llet per fer formatge es tracta industrialment a 72 °C durant 15 segons, però el tractament tèrmic del mató és significativament més elevat, 80-95 °C durant 1-3 minuts. D'aquesta manera es provoca la desnaturalització de les proteïnes sèriques de la llet, facilitant la formació d'enllaços entre la β-lactoglobulina i la κ-caseïna. Amb aquesta unió, les proteïnes sèriques queden retingudes a la quallada i no es perden amb el sèrum de formatgeria, com passa en l'elaboració de la resta de formatges. Aquestes interaccions ajuden a augmentar la capacitat de retenció d'aigua i això és interessant en un formatge fresc com el mató, tot i això, l'elevat tractament tèrmic dificultarà la coagulació de la llet.
És per això que el mató és un producte amb alt contingut en proteïnes, ja que conté les caseïnes i les proteïnes sèriques de la llet. 

### Tipus de coagulacions

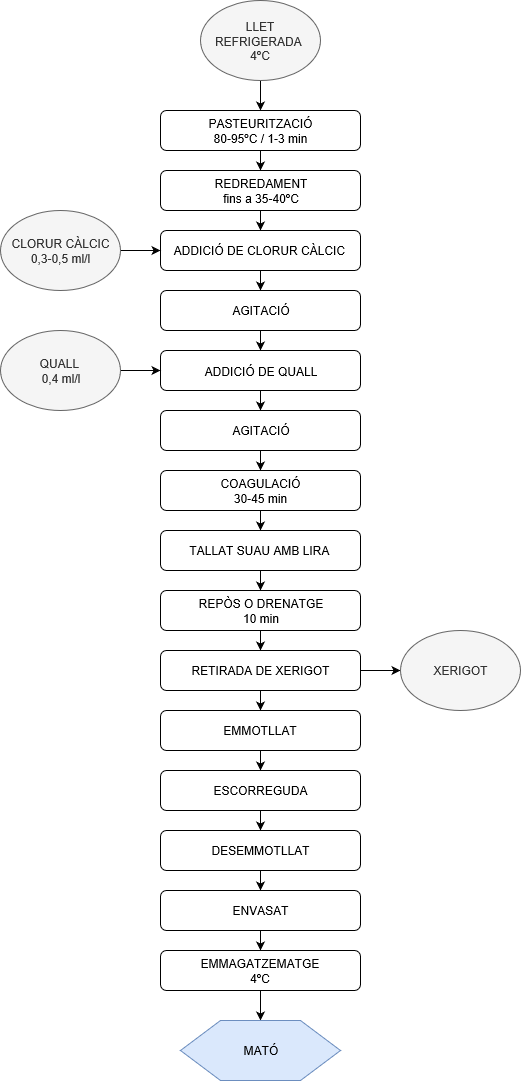
Figura 1 - Mató de coagulació enzimàtica amb quall animal

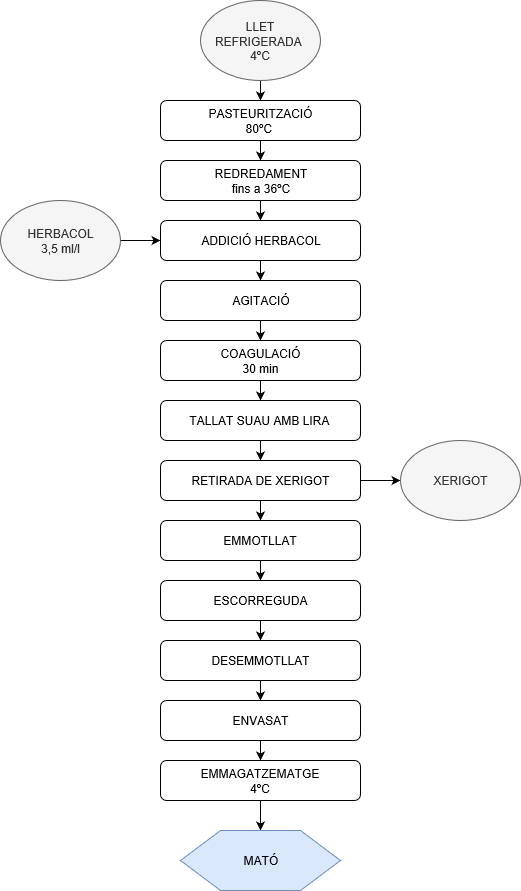
Figura 2 - Mató de coagulació enzimàtica amb quall vegetal

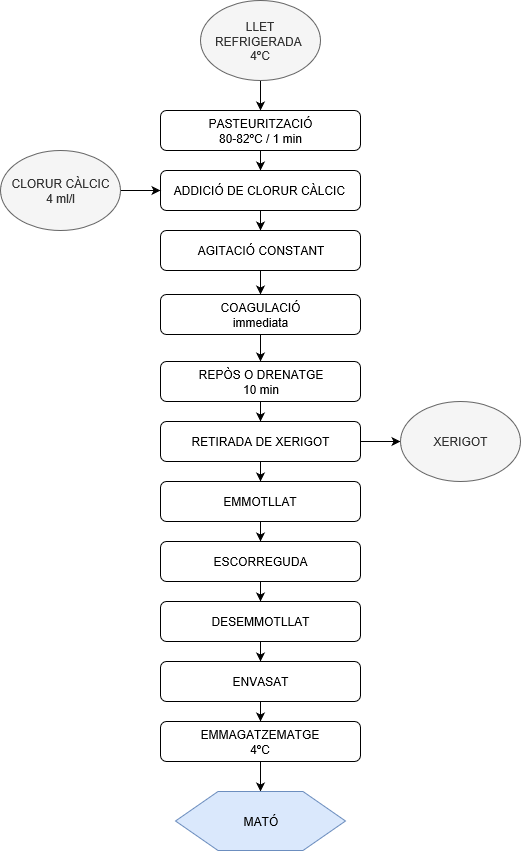
Figura 3 -Mató obtingut per floculació

El mató s'aconsegueix mitjançant la coagulació de la llet pasteuritzada que s'estigui utilitzant. La coagulació resulta del canvi irreversible de la llet de l'estat líquid a l'estat semi sòlid anomenat gel o coàgul.
Les caseïnes són les proteïnes majoritàries de la llet i es troben en forma de micel·les de caseïna. Es provoca la desestabilització d'aquestes micel·les per tal que es formi el gel que esdevindrà el mató.
Per obtenir la coagulació de la llet i obtenir el mató, es poden definir tres tipus de coagulacions: la coagulació enzimàtica, la coagulació àcida i la floculació (addició de ions de calci). Industrialment, només es produeix mató a partir de la coagulació enzimàtica i la floculació. La coagulació àcida és dona sobretot a nivell casolà.

#### Coagulació enzimàtica
Per la coagulació enzimàtica de la llet s'utilitzen enzims coagulants els quals poden ser d'origen animal (quall), vegetal (herbacol), microbià o genètic.
Consta de dues fases:
1. Fase enzimàtica o primària: L'enzim utilitzat actua sobre la κ-caseïna trencant el seu enllaç Phe105 - Met 106. Aquesta, queda dividida en dos segments, la para-κ-caseïna que queda integrada a la micel·la i el caseinmacropèptid (CMP) que se separa i passa al sèrum de formatgeria. Després d'aquest canvi la micel·la perd estabilitat, la para-κ-caseïna ja no posseeix el caràcter hidròfil del CMP i, conseqüentment, es perd la capa d'hidratació de la micel·la i les carregues negatives que mantenien les micel·les allunyades.[11] D'aquesta manera s'eliminen els impediments perquè s'agreguin.
2. Fase de coagulació o secundària: Un cop hidrolitzada la κ-caseïna, les micel·les s'agreguen entre elles i té lloc l'enduriment del gel.[12]

En aquest cas, l'acció de l'enzim es pot veure dificultada degut a que les interaccions de la β-lactoglobulina i la κ-caseïna són un impediment estèric per l'enzim i s'allarga el temps de coagulació.
En el mató s'utilitzava per tradició l'herbacol, un enzim vegetal obtingut del card (Cynara cardunculus); però avui en dia, el més comú i que podem trobar al mercat és mató elaborat amb quall.
- Característiques organolèptiques:

Color: blanc brillant si ha estat elaborat amb llet d'ovella o blanc groguenc si ha estat elaborat a partir de llet de vaca.
Textura: gelificada.
Gust: dolç i lletós. Si la llet és de cabra, se li atribueix també gust gras.

#### Floculació (addició de ions de calci)
En el mató, molts productors opten per obtenir la desestabilització de les micel·les de caseïna mitjançant l'addició d'una quantitat significativa de calci, normalment en forma de clorur càlcic (CaCl₂).
Aquest increment del calci soluble, juntament amb l'elevat tractament tèrmic que s'hi dona, fa que el calci soluble de la llet vulgui entrar dins la micel·la de caseïna, augmentant-ne la mida i neutralitzant-ne la càrrega iònica negativa que les manté estables. La unió d'aquests factors fa que les micel·les es desestabilitzin i precipitin en forma de grànuls que se separaran del sèrum.
- Característiques organolèptiques:

Color: blanc.
Textura: granulada. L'aspecte és molt ferm, però té tendència a desfer-se si s'hi exerceix una mica de pressió. A causa de l'estructura granulosa, la sensació a la boca és la d'un producte més eixut que altres matons elaborats amb quall o amb àcid.
Gust: dolç i lletós, però és més marcat que en els casos anteriors.

#### Coagulació àcida
Consisteix en afegit un àcid orgànic a la llet pasteuritzada amb la intenció de fer baixar el pH fins a 4,6 que és el punt isoelèctric de les caseïnes. Quan s'arriba a aquest valor de pH, les càrregues de les micel·les de caseïna es neutralitzen de manera que ja no hi ha repulsió entre elles i a partir d'aquell moment es poden agregar i donar lloc a la formació del gel.
Aquest mètode no s'utilitza a la indústria, però si que és poden trobar receptes casolanes on s'elabori el mató de manera senzilla amb suc de llimona, per exemple.
- Característiques organolèptiques:

Color: blanquinós.
Textura: granulada.
Gust: lletós, lleugerament àcid.

### Tallat, separació del xerigot i emmotllat
Un cop obtinguda la quallada, es talla per donar lloc a la separació del xerigot. S'emmotlla sense premsar per escórrer el sèrum i s'envasa. El producte s'emmagatzema en fred.
Les diferències entre els diversos processos d'elaboració es deuen a l'origen de la llet i, sobretot, al tipus de coagulant utilitzat. Aquests dos aspectes tindran impacte en les característiques organolèptiques del producte final.
Es detallen diagrames de flux: un per mató de coagulació enzimàtica amb quall animal (Fig. 1), un mató de coagulació enzimàtica amb quall vegetal (herbacol) (Fig. 2) i finalment, un mató obtingut per floculació amb addició de ions de calci (Fig. 3).

## IGP "Mató"
Des del Departament d'Agricultura, Ramaderia, Pesca i Alimentació (DARP) juntament amb l'Associació Catalana d'Elaboradors de Mató (ACEM), s'està promovent la creació de la Indicació geogràfica protegida (IGP) del mató.
En el document per a la sol·licitud de la IGP Mató s'estableixen uns valors mitjans i comuns dels tipus de mató que s'elaboren actualment a Catalunya. Per elaborar-ho s'han tingut en compte dades obtingudes de més de trenta formatgeries mitjançant l'anàlisi fisicoquímic del seu producte, ingredients, la composició nutricional i el procés d'elaboració.

## Mel i mató
La mel i mató són unes postres senzilles que es preparen simplement tallant un tros de mató i afegint mel al plat. Constitueix un dels plats emblemàtics catalans o símbols de Catalunya.

## Productes semblants
Al Maestrat es fa el brull, a Occitània es fa un brossat, que en francès es diu brousse, que és exactament igual al mató a Còrsega es fa el brocciu, que és un brossat idèntic al mató. A Itàlia, el recuit o brossat es diu ricotta, i en la seva versió menys industrial, la que es ven fresca al país, en envasos de plàstic amb el seu quall, s'assembla molt al mató.
Si ens allunyem una mica de Catalunya podem trobar similituds amb formatges de gastronomies d'altres països com seria el formatge quark a Alemanya i el nord d'Europa, el fromage blanc de França, el paneer indi i el queso fresco/queijo fresco d'Espanya, Portugal i països d'Amèrica llatina.

## Preparacions diferents
No s'ha de confondre el mató amb unes postres catalanes, semblants a la crema catalana i al menjar blanc, anomenades mató de monja o mató de Pedralbes.